# Patrick Taberna
Patrick Taberna est un photographe français né le 16 juin 1964 à Saint-Jean-de-Luz.

## Biographie
Passionné de photographie depuis son plus jeune âge, il intègre, peu après son installation à Paris en 1987, le club des 30×40 animé par Jean Luc Lemaitre puis Francis Richard.
À partir de 1996, son travail prend un ton plus personnel et Sylvie, sa femme, est de plus en plus présente dans ses images. C'est en 1997, afin de remercier ceux qui lui ont donné le goût du voyage et de la photographie, qu'il réalise une exposition postale. À raison d'une image par semaine, il envoie par courrier les 37 tirages argentiques de la série Passage en ouest à dix personnes dont Nicolas Bouvier, Jacques Lacarrière, Paul Bowles, Bernard Plossu et Robert Frank. À l'issue de cette exposition postale, il correspond régulièrement avec Bernard Plossu et Robert Frank. En 2000 naît son fils Clément qu'il photographie régulièrement de même que sa fille Héloïse, née en 2003.
Son travail est régulièrement exposé en France et à l'étranger, notamment au Japon où il a publié deux monographies : À contretemps et Du Portugal, frôlement. En 2006 la série Mémoire morte est présentée, avec des photographies de la collection de la Maison européenne de la photographie, à la kunsthalle d'Erfurt. Il participe également à des festivals internationaux de photographie comme la Biennale de la photographie à Moscou, la Biennale de photographie à Poznań ou la Biennale internationale de la photographie Fotonoviembre de Santa Cruz de Tenerife.
Il est représenté en France par la galerie Camera Obscura et ses images sont diffusées par l'Agence VU.

## Prix et distinctions
- 2004 : lauréat du Prix HSBC pour la photographie avec la série Au fil des jours.
- 2001 : lauréat du Prix Fnac « Attention Talent » pour la série Nos Italies.
- 2000 : mention spéciale Fnac « Attention Talent » pour la série Nord Magnétique.

## Collections
- Maison Européenne de la Photographie, Paris, France.
- Musée français de la photographie, Bièvres, France.
- Collection Pinault, Paris, France.
- Collection agnès b., Paris, France.
- Musée Nicéphore-Niépce, Chalon-sur-Saône, France (dépôt Fnac)[11].
- Artothèque, Pessac, France.
- Artothèque, Grenoble, France.
- Artothèque, Hennebont, France.
- Fondation HSBC pour la photographie, Paris, France.
- Centro de Fotografía Isla de Tenerife (es), Santa Cruz de Tenerife, Espagne.